# タイセイレジェンド
タイセイレジェンド (Taisei Legend) は、日本の競走馬である。馬名の意味は冠名+伝説。主な勝ち鞍はJBCスプリント（2012年）東京盃（2013年）。

## 経歴

### 2歳（2009年）
8月2日の札幌の芝1800mの新馬戦でデビューし、2番人気で2着だった。続く札幌芝1800mの2歳未勝利戦で直線差しきって初勝利をあげる。

### 3歳（2010年）
重賞の共同通信杯を含め芝の1800mから2400mのレースを4戦して全て着外に終わる。これ以後芝を使われることは無かった。ダートに転じての6月27日の函館の500万下で2着に2馬身1/2差をつけて2勝目を飾る。しかしその後はダートの中距離戦を4戦したが勝てずにこの年を終える。

### 4歳（2011年）
4月9日の小倉の天草特別（1000万下、ダート1700m）で逃げ切って3勝目をあげると、続く東京の準オープン・きずな賞（ダート1600m）は2着に3馬身差の圧勝で連勝を飾り、オープン入りを果たす。このあと準オープンに降級し、休養あけとなった東京のテレビ静岡賞は逃げ切って4勝目を飾った。この後東京ダートのマイル重賞武蔵野ステークスは先行するも8着に敗れるが、中山ダート1200mのGIII重賞カペラステークスでは粘って3着に健闘し、これ以後は1200mから1400m中心のローテを組まれるようになる。

### 5歳（2012年）
東京の根岸ステークスから内田博幸が手綱を取り逃げ粘って4着に入ると、中山の千葉ステークスは直線抜け出してオープン初勝利となった。このあと2戦挟んで交流重賞に出走。門別の北海道スプリントカップは2着に入り、盛岡のクラスターカップは逃げ切って1番人気に応えるとともに重賞初制覇を飾った。秋は東京盃を2着として臨んだ大一番・川崎のJBCスプリントでは、他の先行型が出遅れるなどしたのに対し好スタートを切って楽にハナを切ると、4コーナーではさらに後続を突き放し、最後は2着に3馬身差をつける完勝でGI級競走初制覇を果たす。勝ちタイムの1:26.6は、川崎ダート1400mのコースレコードであった。

### 6歳（2013年）〜8歳（2015年）
根岸ステークスで11着、2011年の武蔵野ステークス以来の1600m以上のレースとなったフェブラリーステークスで13着といずれも大敗。初の海外遠征となったドバイゴールデンシャヒーンでも12着に終わる。帰国後休みを挟んでクラスターカップ、オーバルスプリントで連続2着のあと、東京盃でテスタマッタに3馬身半差をつけて優勝した。連覇を狙ったJBCスプリントは7着に敗れた。2014年はクラスターカップから始動するが、その後は入着もできないレースが多くなり、2015年6月17日付けで競走馬登録を抹消、大井競馬に移籍する。移籍後は韓国遠征などもしたが1勝もできず、2015年10月16日付けで地方競馬の登録を抹消され引退した。

## 競走成績
| 年月日     | 競馬場   | 競走名                 | 格       | 頭数 | オッズ （人気） | オッズ （人気） | 着順 | 騎手       | 斤量 | 距離（馬場）  | タイム （上り3F） | タイム 差 | 勝ち馬/（2着馬）       |
| ---------- | -------- | ---------------------- | -------- | ---- | --------------- | --------------- | ---- | ---------- | ---- | ------------- | ----------------- | --------- | ---------------------- |
| 2009.08.02 | 札幌     | 2歳新馬                |          | 9    | 003.7           | 0（2人）        | 02着 | 岩田康誠   | 54   | 芝1800m（良） | 1:51.5 (36.1)     | -0.1      | メイショウホンマル     |
| 0000.08.22 | 札幌     | 2歳未勝利              |          | 14   | 003.6           | 0（2人）        | 01着 | 岩田康誠   | 54   | 芝1800m（良） | 1:50.3 (35.3)     | -0.1      | （ヤングアットハート） |
| 2010.02.07 | 東京     | 共同通信杯             | GIII     | 13   | 020.0           | 0（6人）        | 06着 | 三浦皇成   | 56   | 芝1800m（良） | 1:48.7 (34.0)     | -0.5      | ハンソデバンド         |
| 0000.02.21 | 東京     | セントポーリア賞       | 500万下  | 14   | 002.1           | 0（1人）        | 12着 | C.ルメール | 56   | 芝1800m（良） | 1:49.1 (35.3)     | -1.8      | バシレウス             |
| 0000.04.24 | 京都     | ムーニーバレーRC賞     | 500万下  | 14   | 006.7           | 0（3人）        | 11着 | 川田将雅   | 56   | 芝2400m（稍） | 2:29.2 (36.1)     | -0.6      | ネオポラリス           |
| 0000.06.20 | 函館     | 湯川特別               | 500万下  | 11   | 006.4           | 0（3人）        | 08着 | 藤田伸二   | 54   | 芝2000m（良） | 2:04.7 (40.0)     | -2.8      | ニシノラブキング       |
| 0000.06.27 | 函館     | 3歳上500万下           |          | 10   | 004.4           | 0（2人）        | 01着 | 芹沢純一   | 54   | ダ1700m（良） | 1:46.1 (37.4)     | -0.4      | （マイネルビスタ）     |
| 0000.07.17 | 函館     | 駒場特別               | 1000万下 | 10   | 003.4           | 0（1人）        | 04着 | 芹沢純一   | 54   | ダ1700m（良） | 1:46.3 (37.4)     | -0.8      | プレシャスジェムズ     |
| 0000.08.22 | 札幌     | マカオJCT              | 1000万下 | 13   | 004.9           | 0（4人）        | 07着 | 芹沢純一   | 53   | ダ1700m（良） | 1:46.2 (38.8)     | -0.9      | ビタースウィート       |
| 0000.10.17 | 京都     | 3歳上1000万下          |          | 9    | 009.6           | 0（4人）        | 07着 | 芹沢純一   | 55   | ダ1800m（良） | 1:54.0 (38.0)     | -1.1      | トーセンスターン       |
| 0000.12.05 | 阪神     | 3歳上1000万下          |          | 11   | 033.7           | 0（9人）        | 11着 | 安部幸夫   | 56   | ダ2000m（稍） | 2:09.0 (42.8)     | -4.6      | ジョーモルデュー       |
| 2011.04.09 | 小倉     | 天草特別               | 1000万下 | 16   | 013.6           | 0（7人）        | 01着 | 芹沢純一   | 54   | ダ1700m（稍） | 1:44.4 (37.4)     | -0.2      | （タガノアッシュ）     |
| 0000.04.24 | 東京     | 被災地支援きずな賞     | 1600万下 | 16   | 012.5           | 0（5人）        | 01着 | 岩田康誠   | 54   | ダ1600m（重） | 1:36.4 (36.7)     | -0.5      | （エアウルフ）         |
| 0000.06.11 | 東京     | オアシスS              | OP       | 15   | 004.0           | 0（2人）        | 04着 | 石橋脩     | 54   | ダ1600m（重） | 1:35.2 (36.9)     | -0.2      | ナムラタイタン         |
| 0000.07.24 | 新潟     | 柳都S                  | 1600万下 | 15   | 005.1           | 0（3人）        | 12着 | 石橋脩     | 57.5 | ダ1800m（良） | 1:53.0 (38.7)     | -1.1      | メイショウエンジン     |
| 0000.10.09 | 東京     | テレビ静岡賞           | 1600万下 | 15   | 009.9           | 0（5人）        | 01着 | 蛯名正義   | 57   | ダ1400m（良） | 1:23.5 (35.2)     | -0.4      | （エアウルフ）         |
| 0000.11.13 | 東京     | 武蔵野S                | GIII     | 16   | 018.2           | 0（6人）        | 08着 | 柴田善臣   | 56   | ダ1600m（稍） | 1:35.9 (36.6)     | -0.7      | ナムラタイタン         |
| 0000.12.11 | 中山     | カペラS                | GIII     | 15   | 024.3           | 0（8人）        | 03着 | 坂井英光   | 56   | ダ1200m（稍） | 1:09.5 (35.5)     | -0.4      | ケイアイガーベラ       |
| 2012.01.29 | 東京     | 根岸S                  | GIII     | 16   | 012.9           | 0（6人）        | 04着 | 内田博幸   | 56   | ダ1400m（良） | 1:23.7 (36.3)     | -0.2      | シルクフォーチュン     |
| 0000.02.25 | 中山     | 千葉S                  | OP       | 13   | 002.2           | 0（1人）        | 01着 | 内田博幸   | 56   | ダ1200m（不） | 1:09.8 (36.1)     | -0.1      | （アーリーロブスト）   |
| 0000.05.13 | 京都     | 栗東S                  | OP       | 16   | 010.7           | 0（5人）        | 09着 | 藤岡康太   | 57   | ダ1400m（良） | 1:24.3 (37.2)     | -1.2      | ファリダット           |
| 0000.05.26 | 東京     | 欅S                    | OP       | 16   | 008.5           | 0（4人）        | 07着 | 内田博幸   | 56   | ダ1400m（良） | 1:23.6 (36.7)     | -0.6      | ブライトアイザック     |
| 0000.06.14 | 門別     | 北海道スプリントC      | JpnIII   | 13   | 003.5           | 0（2人）        | 02着 | 内田博幸   | 56   | ダ1200m（良） | 1:12.1 (37.4)     | -0.5      | セレスハント           |
| 0000.08.14 | 盛岡     | クラスターカップ       | JpnIII   | 11   | 001.9           | 0（1人）        | 01着 | 内田博幸   | 54   | ダ1200m（重） | 1:09.2 (35.2)     | -1.0      | （セレスハント）       |
| 0000.10.03 | 大井     | 東京盃                 | JpnII    | 16   | 003.6           | 0（2人）        | 02着 | 内田博幸   | 56   | ダ1200m（稍） | 1:11.5 (36.9)     | -0.3      | ラブミーチャン         |
| 0000.11.05 | 川崎     | JBCスプリント          | JpnI     | 11   | 004.7           | 0（2人）        | 01着 | 内田博幸   | 57   | ダ1400m（良） | 1:26.6 (38.6)     | -0.6      | （セイクリムズン）     |
| 2013.01.27 | 東京     | 根岸S                  | GIII     | 16   | 018.0           | 0（7人）        | 11着 | 石橋脩     | 59   | ダ1400m（良） | 1:24.6 (36.6)     | -0.9      | メイショウマシュウ     |
| 0000.02.17 | 東京     | フェブラリーS          | GI       | 16   | 107.5           | （14人）        | 14着 | 田辺裕信   | 57   | ダ1600m（良） | 1:36.9 (38.3)     | -1.8      | グレープブランデー     |
| 0000.03.30 | メイダン | ドバイGシャヒーン      | G1       | 13   |                 |                 | 12着 | R.ムーア   | 57   | AW1200m（良） |                   |           | Reynaldothewizard      |
| 0000.08.14 | 盛岡     | クラスターカップ       | JpnIII   | 14   | 005.2           | 0（5人）        | 02着 | 内田博幸   | 59   | ダ1200m（良） | 1:09.6 (35.0)     | -0.1      | ラブミーチャン         |
| 0000.09.12 | 浦和     | オーバルスプリント     | JpnIII   | 12   | 003.6           | 0（3人）        | 02着 | 内田博幸   | 59   | ダ1400m（良） | 1:27.3 (38.4)     | -0.4      | セイントメモリー       |
| 0000.10.02 | 大井     | 東京盃                 | JpnII    | 15   | 002.2           | 0（1人）        | 01着 | 内田博幸   | 58   | ダ1200m（不） | 1:11.0 (36.6)     | -0.7      | （テスタマッタ）       |
| 0000.11.05 | 金沢     | JBCスプリント          | JpnI     | 12   | 003.4           | 0（2人）        | 07着 | 内田博幸   | 57   | ダ1400m（不） | 1:29.0 (39.1)     | -1.9      | エスポワールシチー     |
| 2014.08.13 | 盛岡     | クラスターカップ       | JpnIII   | 14   | 007.7           | 0（5人）        | 06着 | 内田博幸   | 60   | ダ1200m（稍） | 1:10.3 (35.5)     | -0.6      | サマリーズ             |
| 0000.10.01 | 大井     | 東京盃                 | JpnII    | 11   | 007.3           | 0（3人）        | 08着 | 田辺裕信   | 58   | ダ1200m（良） | 1:11.9 (38.0)     | -1.7      | ノーザンリバー         |
| 0000.11.03 | 盛岡     | JBCスプリント          | JpnI     | 16   | 024.0           | 0（5人）        | 03着 | 福永祐一   | 57   | ダ1200m（重） | 1:09.1 (35.6)     | -0.1      | ドリームバレンチノ     |
| 0000.12.24 | 園田     | 兵庫ゴールドT          | JpnIII   | 12   | 003.8           | 0（2人）        | 08着 | 内田博幸   | 59   | ダ1400m（稍） | 1:27.6 (39.1)     | -1.9      | メイショウコロンボ     |
| 2015.03.17 | 高知     | 黒船賞                 | JpnIII   | 12   | 084.9           | 0（7人）        | 06着 | 内田博幸   | 59   | ダ1400m（重） | 1:28.6 (39.2)     | -1.3      | ダノンレジェンド       |
| 0000.05.27 | 浦和     | さきたま杯             | JpnII    | 11   | 030.4           | 0（5人）        | 08着 | 森泰斗     | 58   | ダ1400m（良） | 1:28.8 (40.0)     | -2.1      | ノーザンリバー         |
| 0000.06.11 | 門別     | 北海道スプリントC      | JpnIII   | 14   | 039.6           | 0（6人）        | 10着 | 戸崎圭太   | 59   | ダ1200m（良） | 1:14.5 (39.3)     | -2.0      | シゲルカガ             |
| 0000.08.30 | ソウル   | アジアチャレンジカップ |          | 11   | 0               | 0（5人）        | 09着 | 的場文男   | 57   | ダ1200m（良） | 1:14.4            | -3.4      | チェガンシラー         |
| 0000.10.13 | 大井     | インタラクションC      | 準重賞   | 15   | 010.1           | 0（4人）        | 14着 | 笹川翼     | 57   | ダ1200m（稍） | 1:15.2 (40.6)     | -2.5      | サトノタイガー         |

## 引退後
2016年より種牡馬となり、優駿スタリオンステーションで繋養される。
2019年に初年度産駒がデビュー。7月4日、門別競馬場の2歳未勝利戦でタイセイサクセサーが勝利を収め、これが産駒の中央・地方あわせての初勝利となった。
2022年3月17日に浦和競馬場で行われた第68回桜花賞では、スピーディキックが1着、2着にティーズハクアが入り、2019年生が僅か8頭しかいないタイセイレジェンド産駒のワンツーフィニッシュとなった。
2024年7月には青森県の東北牧場に移動して翌年以降も種牡馬を継続予定であったが、同年10月8日に死亡した。

### 主な産駒
- 2019年産
  - スピーディキック（2021年リリーカップ、エーデルワイス賞、東京2歳優駿牝馬、2022年桜花賞、東京プリンセス賞、戸塚記念、ロジータ記念、2022年・2023年東京シンデレラマイル）[9]

## 血統表
| タイセイレジェンドの血統      | タイセイレジェンドの血統              | タイセイレジェンドの血統    | （血統表の出典）            | （血統表の出典）        |
| 父系                          | キングマンボ系                        | キングマンボ系              | キングマンボ系              | [ § 2 ]                 |
| 父 キングカメハメハ 2001 鹿毛 | 父の父Kingmambo 1990 鹿毛             | Mr. Prospector              | Raise a Native              | Raise a Native          |
| 父 キングカメハメハ 2001 鹿毛 | 父の父Kingmambo 1990 鹿毛             | Mr. Prospector              | Gold Digger                 |                         |
| 父 キングカメハメハ 2001 鹿毛 | 父の父Kingmambo 1990 鹿毛             | Miesque                     | Nureyev                     | Nureyev                 |
| 父 キングカメハメハ 2001 鹿毛 | 父の父Kingmambo 1990 鹿毛             | Miesque                     | Pasadoble                   |                         |
| 父 キングカメハメハ 2001 鹿毛 | 父の母*マンファス Manfath 1991 黒鹿毛 | *ラストタイクーン           | *トライマイベスト           | *トライマイベスト       |
| 父 キングカメハメハ 2001 鹿毛 | 父の母*マンファス Manfath 1991 黒鹿毛 | *ラストタイクーン           | Mill Princess               |                         |
| 父 キングカメハメハ 2001 鹿毛 | 父の母*マンファス Manfath 1991 黒鹿毛 | Pilot Bird                  | Blakeney                    | Blakeney                |
| 父 キングカメハメハ 2001 鹿毛 | 父の母*マンファス Manfath 1991 黒鹿毛 | Pilot Bird                  | The Dancer                  |                         |
| 母 シャープキック 1996 鹿毛   | 母の父メジロマックイーン 1987 芦毛    | メジロティターン 1978 芦毛  | メジロアサマ                | メジロアサマ            |
| 母 シャープキック 1996 鹿毛   | 母の父メジロマックイーン 1987 芦毛    | メジロティターン 1978 芦毛  | *シエリル                   |                         |
| 母 シャープキック 1996 鹿毛   | 母の父メジロマックイーン 1987 芦毛    | メジロオーロラ 1978 栗毛    | *リマンド                   | *リマンド               |
| 母 シャープキック 1996 鹿毛   | 母の父メジロマックイーン 1987 芦毛    | メジロオーロラ 1978 栗毛    | メジロアイリス              |                         |
| 母 シャープキック 1996 鹿毛   | 母の母ペッパーキャロル 1987 栗毛      | ニチドウアラシ 1976 栗毛    | *ボールドアンドエイブル     | *ボールドアンドエイブル |
| 母 シャープキック 1996 鹿毛   | 母の母ペッパーキャロル 1987 栗毛      | ニチドウアラシ 1976 栗毛    | *シャトーローズ             |                         |
| 母 シャープキック 1996 鹿毛   | 母の母ペッパーキャロル 1987 栗毛      | ダイナキャロル 1981 鹿毛    | *ノーザンテースト           | *ノーザンテースト       |
| 母 シャープキック 1996 鹿毛   | 母の母ペッパーキャロル 1987 栗毛      | ダイナキャロル 1981 鹿毛    | *クレアーブリッジ           |                         |
| 母系(F-No.)                   | クレアーブリッジ系(FN:13-c)           | クレアーブリッジ系(FN:13-c) | クレアーブリッジ系(FN:13-c) | [ § 3 ]                 |
| 5代内の近親交配               | Northern Dancer 5･5x5                 | Northern Dancer 5･5x5       | Northern Dancer 5･5x5       | [ § 4 ]                 |
| 出典                          | 1. 2. 3. 4.                           | 1. 2. 3. 4.                 | 1. 2. 3. 4.                 | 1. 2. 3. 4.             |

- 近親に天皇賞・秋優勝馬サクラチトセオー、エリザベス女王杯馬サクラキャンドルの兄妹と重賞4勝のサクラメガワンダーがいる。